# Hillar Zahkna
Hillar Zahkna, né le 1er février 1968 à Vastseliina, est un biathlète estonien. 

## Biographie
Aux Championnats du monde 1992, il remporte la médaille de bronze à la course par équipes, avec Aivo Udras, Urmas Kaldvee et Kalju Ojaste. Dans la Coupe du monde, son meilleur résultat est une 22e place à Oslo en 1992, mis à part sa 21e place obtenue aux Championnats du monde 1993 à Borovets.
Zahkna prend part aux Jeux olympiques en 1992 et 1994, sa dernière compétition internationale. 
Il devient plus entraîneur de l'équipe estonienne et a un fils nommé Rene, qui est aussi biathlète.

## Palmarès

### Jeux olympiques d'hiver
| Épreuve / Édition | Individuel | Sprint | Relais |
| Albertville 1992  | 34e        | 27e    | 11e    |
| Lilehammer 1994   | -          | 39e    | -      |

- - : pas de participation à l'épreuve.

### Championnats du monde
| Édition / Épreuve | Individuel                       | Sprint                           | Relais                           | Par équipes                      |
| ----------------- | -------------------------------- | -------------------------------- | -------------------------------- | -------------------------------- |
| Novossibirsk 1992 | Épreuve inexistante à cette date | Épreuve inexistante à cette date | Épreuve inexistante à cette date | Bronze                           |
| Borovets 1993     | 21e                              | 25e                              | 7e                               | Épreuve inexistante à cette date |

### Coupe du monde
- Meilleur résultat individuel : 22e.